# Périnone
La périnone est un composé organique dérivé du dianhydride naphtalène-1,4,5,8-tétracarboxylique (en) (NTCDA) et donc du naphtalène, un hydrocarbure aromatique polycyclique. 

## Chimie
Parmi les isomères de la périnone, la forme trans correspond au C. I. Pigment Orange 43, tandis que la forme cis correspond au C. I. Pigment Red 194.
En vertu de sa nature de semiconducteur organique, la périnone fait l'objet de recherches quant à d'éventuelles applications au développement de diodes électroluminescentes organiques en tant que couche d'émission et de transport des électrons.

## Couleur
Les périnones sont des pigments organiques de synthèse, disponibles depuis les années 1950. 
- L'orange PO43 (forme trans) est un orange rougeâtre vif
- Le rouge PR94 (forme cis) est un rouge bordeaux terne